# Christoph Theobald
Pour les articles homonymes, voir Theobald.
Christoph Theobald, né à Cologne en 1946, est un prêtre et théologien jésuite français de double nationalité franco-allemande.

## Biographie
Entré dans la compagnie en 1978, il enseigne au Centre Sèvres à Paris dès 1980, il est ordonné prêtre par le cardinal Jean-Marie Lustiger en 1982 et obtient un doctorat de l'université de Bonn en 1986.
Spécialiste de théologie dogmatique, de théologie systématique, et d'esthétique, il a participé à la rédaction de la revue Concilium pendant onze ans, il est rédacteur en chef des Recherches de science religieuse de 2009 à 2021  ; il est conseiller et auteur à la revue Études.
Il rédige un chapitre sur la constitution Dei Verbum dans le dernier tome paru en 2005 de l'histoire du concile de Vatican II sous la direction de Giuseppe Alberigo, professeur de l'université de Bologne, et il publie en 2009 le premier tome de La Réception du concile Vatican II, dans lequel il tente de repenser la question de l’identité du concile et de sa réception entre herméneutique de la continuité et herméneutique de la rupture, en faisant appel à l'histoire longue des conciles, jusqu'à sa source : l'Évangile, et déplore la mise au second rang de Dei Verbum.
Le 7 juillet 2023, il est nommé membre participant à titre d'expert au Synode sur la synodalité.

## Distinctions
En 2014, il reçoit conjointement avec son frère Michael Theobald (de), professeur de Nouveau Testament à l'Université de Tübingen, le Prix théologique des Salzburger Hochschulwochen.
Il est docteur honoris causa de l'université Laval (2011), de l'université catholique de Louvain (2018) et de l'université de Fribourg (2019).

## Publications
- Maurice Blondel und das Problem der Modernität, Knecht, 1988, 599 p. (ISBN 978-3-7820-0576-0).
- La Révélation, Éditions de l’Atelier, 2001, 238 p. (ISBN 2-7082-3587-7).
- Présences d'Évangile : lire les Évangiles et l'Apocalypse avec l'Église d'Algérie et d'ailleurs, Éditions de l’Atelier, 2003, 223 p. (ISBN 2-7082-3710-1).
- Le christianisme comme style : une manière de faire de la théologie en postmodernité. [1], Éditions du Cerf, 2008, 506 p. (ISBN 978-2-204-08420-8).
- Le christianisme comme style : une manière de faire de la théologie en postmodernité. [2], Éditions du Cerf, 2003, 600 p. (ISBN 978-2-204-08534-2).
- Transmettre un Évangile de liberté, Bayard, 2008, 238 p. (ISBN 978-2-227-47694-3).
- Vous avez dit vocation ?, Bayard, 2010, 251 p. (ISBN 978-2-227-47917-3).
- La réception du concile Vatican II, vol. I : Accéder à la source, Cerf, coll. « Unam Sanctam – Nouvelle Série », 2009, 928 p. (ISBN 978-2-204-08988-3).
- "Dans les traces..." de la constitution "Dei verbum" du concile Vatican II : Bible, théologie et pratiques de lecture, Éditions du Cerf, 2009, 206 p. (ISBN 978-2-204-08986-9).
- Paroles humaines, paroles de Dieu, Salvator, 2015, 191 p. (ISBN 978-2-7067-1281-4).
- Selon l'Esprit de sainteté : genèse d'une théologie systématique, Éditions du Cerf, 2015, 539 p. (ISBN 978-2-204-10586-6).

- Le Concile Vatican II : quel avenir ?, Éditions du Cerf, 2015, 295 p. (ISBN 978-2-204-10366-4).
- Donner un à-venir à la théologie (postface Patrick Goujon), Bayard, 2017, 89 p. (ISBN 978-2-227-48848-9).
- Urgences pastorales du moment présent : comprendre, partager, réformer, Bayard, 2017, 538 p. (ISBN 978-2-227-48830-4).
- Le courage de penser l'avenir : études œcuméniques de théologie fondamentale et ecclésiologique, Éditions du Cerf, 2021, 627 p. (ISBN 978-2-204-14350-9).
- Et le peuple eut soif : lettre à celles et ceux qui ne sont pas indifférents à l'avenir de la tradition chrétienne, Bayard, 2021, 124 p. (ISBN 978-2-227-49937-9).
- La réception du concile Vatican II, vol. II, t. A : L'Église dans l'histoire et la société / L'Évangile et l'Église, Cerf, coll. « Unam Sanctam – Nouvelle Série », 2023, 586 p. (ISBN 978-2-2041-6084-1)
- Un nouveau concile qui ne dit pas son nom ?, Paris, Salvator, 2024  (ISBN 978-2-7067-2562-3)